# Johann Theodor von Franken-Siersdorf
Johann Theodor von Franken-Siersdorf (* 1. August 1720 in Hildesheim; † 21. Mai 1779; andere Namensformen: Johann Theodor von Franken-Sierstorpff, Johann Ignace von Franken-Siersdorf) war ein deutscher katholischer Geistlicher aus dem Hause Francken-Sierstorpff, der von 1760 bis zu seinem Tode das Amt des letzten Apostolischen Vikars von Ober- und Niedersachsen sowie des ersten Titularbischofs von Samosata bekleidete.

## Kirchliche Ämter
Er empfing am 5. März 1742 die Priesterweihe und wurde in das Bistum Hildesheim inkardiniert.
Am 17. September 1760 wurde er als Johann Ignace von Franken-Siersdorf zum Apostolischen Vikar von Ober- und Niedersachsen und zugleich zum Titularbischof von Samosata ernannt. Die Bischofsweihe spendete ihm am 21. November 1762 Johann Friedrich von Lasser, Weihbischof in Mainz.
Als Pfründe wird das Heilig-Kreuz-Stift genannt.

## Wirkung
Seine Wirkungsmöglichkeiten waren dadurch eingeschränkt, dass ihn die Hannoversche Regierung nicht als Apostolischen Vikar anerkannte. Es ist eine enge Zusammenarbeit mit Friedrich Wilhelm von Westphalen, damaliger Apostolischer Vikar des Nordens, belegt.
In der Literatur wird Franken-Siersdorf des Öfteren als „Weihbischof“ bezeichnet, dies dürfte aber nicht korrekt sein, da er den Titel eines Apostolischen Vikars führte und damit Bischof sui iuris war.